# 제제정
제제정(膳所町)은 시가현 시가군에 설치되었던 정이다.